# Las playas de invierno
Las playas de invierno es el séptimo disco de José Luis Figuereo Franco, El Barrio. Álbum que se inspira en Federico García Lorca, Rafael Alberti y Miguel Hernández y su interés por la poesía

## Listado de canciones
Todas las canciones son editadas por José Luis Figuereo Franco
1. El comienzo. . 4,25
2. Las Playas de invierno.  4,17
3. Yo soñé.  3,39
4. Fiel amigo.  4,15
5. Querida enemiga.  3,46
6. Cartitas de amor.  4,26
7. Trucos.  4,06
8. Ausencia.  4,25
9. Maestra del fracaso.  4,42
10. Diario de uno más.  3,50
11. Abreme la puerta.  4,38
12. El recuerdo.  3,56
13. El final.  0,50

## Créditos
- José Luis Figuereo Franco - voz
- Juani de la Isla - guitarra
- Pedro Sierra - guitarra
- Fernando Iglesia - guitarra
- Luís Dulzaides - percusión
- José Carrasco - percusión
- José Bao - bajo
- Carles Benavent - bajo